# SK Hynix
SK Hynix Inc. (Hangul: 에스케이하이닉스 주식회사) is een Zuid-Koreaans fabrikant van geheugenchips. Hynix is de op een na grootste fabrikant van geheugenchips en de derde grootste fabrikant van halfgeleiders.

## Geschiedenis
Het bedrijf werd in februari 1983 opgericht als Hyundai Electronics Industries Co., Ltd.. Het fabriceerde in de jaren 80 en 90 van de twintigste eeuw hoofdzakelijk DRAM-chips, een type werkgeheugen voor computers.
Het bedrijf fuseerde in 1999 met LG Semiconductor Co., Ltd en was in 2001 volledig afgescheiden van de Hyundai-groep. Het bedrijf ging verder onder de naam Hynix Semiconductors.
In 2004 en 2005 werd duidelijk dat het bedrijf tussen 1999 en 2002 betrokken was bij wereldwijde prijsafspraken, waardoor de concurrentie werd belemmerd. Hynix kreeg toen, samen met andere partijen, een boete van US$ 160 miljoen.
Op 14 november 2011 kreeg SK Telecom een belang van 21,1% in Hynix en werd daarmee de grootste aandeelhouder. In 2012 werd de naam van het bedrijf omgedoopt naar SK Hynix.
Als gevolg van een grootschalige brand in 2013 in twee productielijnen in de Volksrepubliek China werd de productiecapaciteit aanzienlijk verminderd. Hierdoor stegen de prijzen van RAM-geheugen op de wereldmarkt.
In juni 2017 werd het bedrijfsonderdeel Electronic Devices & Components van Toshiba verkocht. Toshiba was nog een van de grootste fabrikanten van flashgeheugenchips ter wereld. De koper is een consortium van Japanse en Koreaanse bedrijven, waaronder SK Hynix, en de Amerikaanse private-equity-investeerder Bain Capital. Zij boden 2,1 biljoen yen (ongeveer € 17 miljard). Op 20 september 2017 werd de koop afgerond.
In oktober 2020 maakte SK Hynix bekend dat het de flash memory activiteiten van Intel gaat overnemen voor US$ 9 miljard. In december 2021 stemde de laatste toezichthouder in met de transactie. SK Hynix betaalde direct US$ 7 miljard en de rest volgt in maart 2025.

## Producten
Hynix produceert verschillende halfgeleiders, waaronder:
- DRAM
- flashgeheugen
- netwerkgeheugen
- geheugenchips voor videokaarten
- geheugen voor smartphones
- CMOS-sensors
- opslaggeheugen voor solid state drives (SSD)